# 谷口一美
谷口 一美（たにぐち かずみ、1969年 - ）は、日本の言語学者。学位は、博士（文学）（大阪大学・2004年）。京都大学大学院人間・環境学研究科教授。専門は認知言語学・構文文法・英語学で、言語の記号的性質を重視し、言語の意味に概念化や解釈のあり方が反映されるとみなす認知言語学のアプローチにより、文法構文の成立と事態概念の関係、言語表現の意味拡張のメカニズムについて、認知科学的知見を応用し幅広く探求している。

## 略歴
- 1969年 石川県生まれ[1]。
- 1992年 金沢大学文学部卒業[2]。
- 1996年 大阪大学大学院文学研究科中途退学、大阪大学文学部助手。
- 1997年 大阪教育大学教育学部教養学科講師。
- 2000年 大阪教育大学助教授（2007年より准教授）。
- 2012年 京都大学大学院人間・環境学研究科准教授。
- 2016年 京都大学大学院人間・環境学研究科教授。

## 編著書
- 『認知意味論の新展開 - メタファーとメトニミー』（研究社、英語学モノグラフシリーズ20） 2003年
- 『事態概念の記号化に関する認知言語学的研究』（ひつじ書房） 2005年
- 『学びのエクササイズ 認知言語学』（ひつじ書房） 2006年

## 関連リンク（出典）
- 京都大学大学院人間・環境学研究科
- 京都大学教育・研究活動データベース
- reseachmap